# 1936 في مصر
فيما يلي قوائم الأحداث التي وقعت خلال عام 1936 في مصر.

## سياسة

### تعيين في المنصب
- 30 يناير – علي ماهر باشا رئيس الوزراء المصري.

### انتهاء فترة المنصب
- 9 مايو – علي ماهر باشا رئيس الوزراء المصري.

## أفلام
من الأفلام التي صدرت هذه السنة في مصر:
- 1 يناير – بسلامته عايز يتجوز
- 1 يناير – وداد من إخراج فريتز كرامب.

## مواليد

### يناير
- 1 يناير – أحمد محمد عوف كاتب مصري.
- 1 يناير – حمدي قنديل صحفي مصري.
- 1 يناير – رشدي راشد
- 1 يناير – نجوى فؤاد راقصة شرقية وممثلة مصرية.
- 13 يناير – علي سالم كاتب مسرحي مصري.

### مايو
- 1 مايو – رفعت الفناجيلي لاعب كرة قدم مصري.

### يونيو
- 12 يونيو – عبد المنعم الجندي ملاكم مصري.

### يوليو
- 2 يوليو – عمر سليمان عسكري وسياسي مصري.
- 10 يوليو – مأمون سلامة

### أغسطس
- 1 أغسطس – دابليو دي هاملتون
- 14 أغسطس – سعيد طرابيك ممثل مصري.
- 25 أغسطس – أشرف فهمي مخرج أفلام مصري.

### أكتوبر
- 3 أكتوبر – عمرو موسى سياسي مصري.
- 29 أكتوبر – منير ثابت لاعب رماية مصري.

## وفيات

### أبريل
- 28 أبريل – فؤاد الأول (مواليد 1868)